# Napan

F-100 triển khai Napan trong một bài tập huấn luyện.

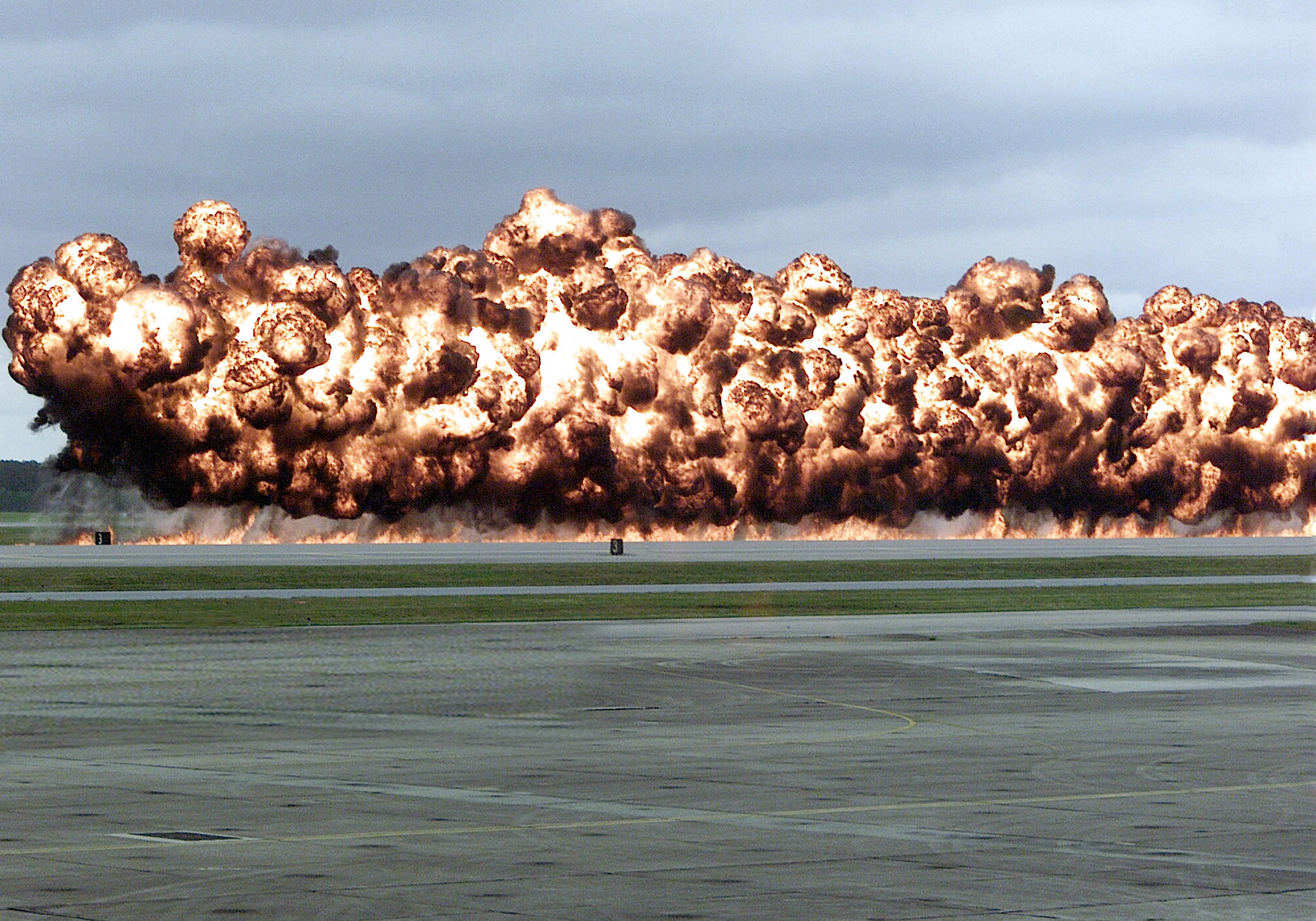
Một vụ nổ mô phỏng Napan trong không khí vào năm 2003. Bom sử dụng hỗn hợp của napan -B và dầu.

Napan (tiếng Anh: Napalm) là một hỗn hợp dễ bắt cháy giữa một chất làm quánh và một chất hóa dầu (thường là xăng hoặc dầu diesel) được sử dụng trong chiến tranh. Tên gọi Napalm là kết hợp của các thành phần ban đầu, các muối nhôm naphthenic và các axit palmitic được cho thêm vào chất dễ bắt cháy để làm cho nó thành dạng keo. Napan được phát triển vào năm 1942 ở một phòng thí nghiệm bí mật tại Đại học Harvard bởi một nhóm nghiên cứu do nhà hóa học Louis Fieser dẫn đầu. Napan được sử dụng lần đầu tiên ở Chiến trường châu Âu trong chiến tranh thế giới lần thứ hai.
Một trong những vấn đề chính trong các chất lỏng cháy trước đây (ví dụ như xăng) được sử dụng trong súng phun lửa là trong quá trình cháy chúng quá dễ dàng bị vung tóe và chảy đi hết, không có khả năng cháy lâu dài. Hoa Kỳ đã thấy rằng loại keo xăng làm tăng cả tầm bắn và hiệu quả cháy của súng phun lửa. Tuy nhiên, do nó sử dụng cao su tự nhiên nên khó sản xuất do giá thành và nhu cầu cao. Napan là chất thay thế rẻ hơn, giải quyết được vấn đề của các chất cháy dùng cao su.
Napan được sử dụng hiện nay là loại napan-B, có thành phần chính là benzen và polystyren. Napan được Hoa Kỳ và các nước đồng minh sử dụng trong súng phun lửa và trong một số loại bom cháy làm tăng hiệu quả của chất lỏng cháy. Nó là chất được thiết kế cho các mức độ cháy cụ thể và độ bám dính vào vật thể khi cháy. Napan được trộn với xăng theo các tỷ lệ nhất định để đạt được điều đó. Khi được dùng trong bom, napan nhanh chóng hút hết oxy trong không khí, đồng thời tạo ra một lượng lớn chất mônôxít cacbon (CO) gây ngạt thở. Bom napan đã được sử dụng trong chiến tranh Việt Nam để phát quang các vùng đất trống cho máy bay trực thăng hạ cánh.
Tuy là một phát minh của thế kỷ 20, nhưng napan là một phần trong lịch sử dài của các vật liệu cháy dùng trong chiến tranh. Tuy nhiên, trong lịch sử, chất lỏng là thứ được sử dụng chủ yếu (xem Lửa Hy Lạp). Trong Chiến tranh thế giới lần thứ nhất, quân Đức đã lần đầu sử dụng súng phun lửa, một vũ khí bộ binh dùng chất đốt lỏng dễ bắt cháy. Các biến thể của loại vũ khí nhà đã nhanh chóng được phát triển bởi cả hai phe của cuộc chiến tranh.

## Sử dụng trong chiến tranh

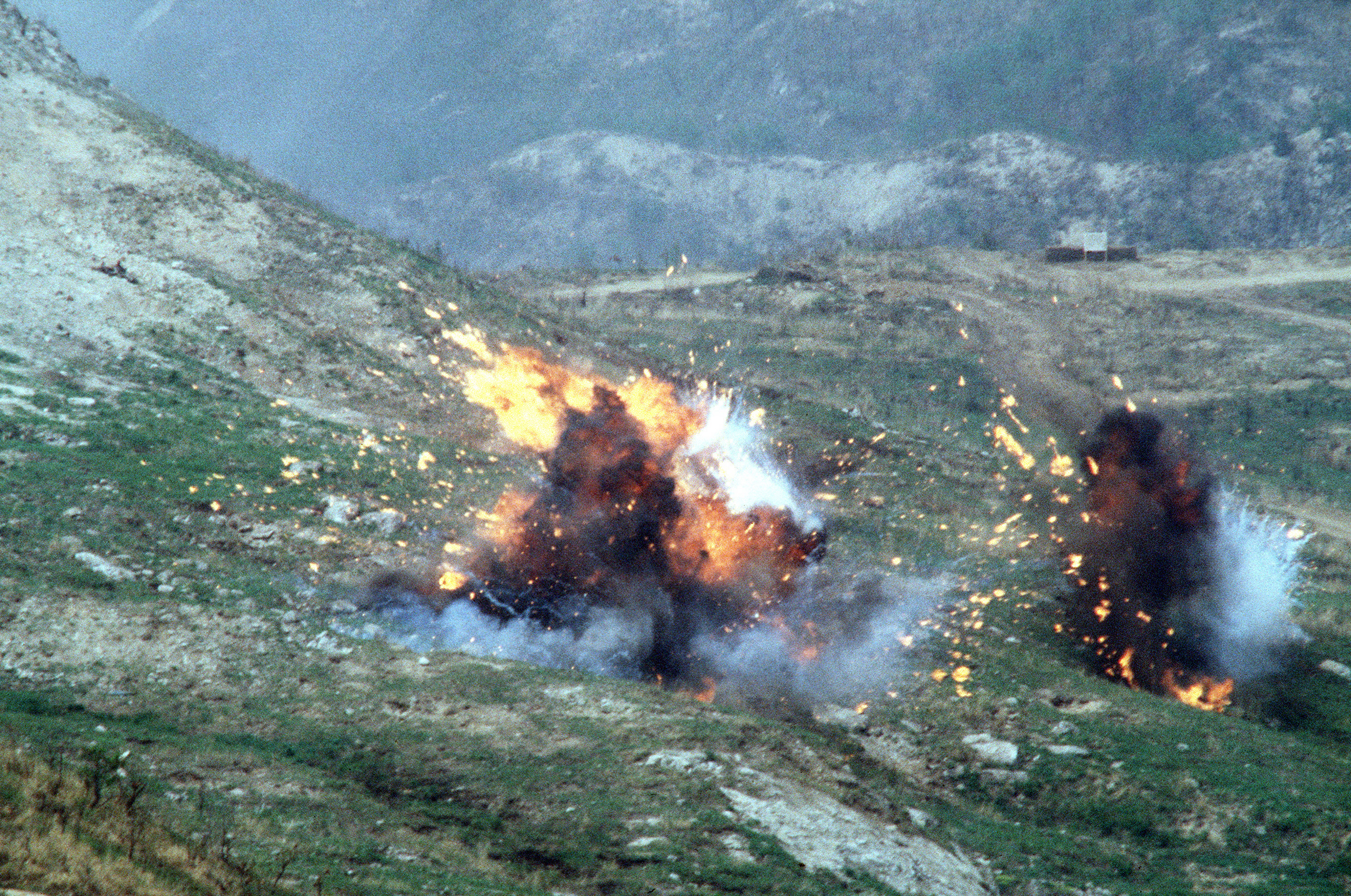
Một vụ nổ bom napan sau khi được thả.

Vào ngày 17 tháng 7 năm 1944, các phi công P-38 của Mỹ đã thả những quả bom cháy napan đầu tiên xuống kho chất đốt ở Coutances, Pháp . Trong thế chiến thứ hai, lực lượng đồng minh đã dùng bom napan ném xuống các thành phố của Nhật Bản, sử dụng napan trong bom và súng phun lửa ở Đức và các hòn đảo bị Nhật Bản chiếm đóng. Trong cuộc Nội chiến Hy Lạp, quân đội Hy Lạp đã dùng napan chống lại du kích cộng sản. Nó còn được dùng bởi quân đội của Liên Hợp quốc tại Triều Tiên, bởi México trong cuộc chiến chống du kích cuối những năm 1960 tại Guerrero. Và Mỹ đã dùng napan trong Chiến tranh Việt Nam.
Gần đây, napan được sử dụng trong nhiều cuộc chiến tranh tại: Iran (1980–88), Israel (1967, 1982), Argentina (1982), Iraq (1980–88, 1991, 2003 -), Serbia (1994), Thổ Nhĩ Kỳ (1963, 1974, 1997).
Trong một số trường hợp, napan vô hiệu hóa và giết chết nạn nhân rất nhanh chóng. Đối với những người sống sót nhưng bị bỏng độ 3, phần da và mạch (vascular dermis) bị thương tổn không có các cơ quan tiếp nhận cảm giác đau. Tuy nhiên, các nạn nhân bị bỏng độ 2 do bị các giọt napan bắn phải sẽ phải chịu rất nhiều đau đớn.
Philip Jones Griffiths đã miêu tả việc sử dụng nó trong chiến tranh Việt Nam như sau: 
"Napan là vũ khí sát thương hiệu quả nhất. Nó được những người biện hộ cho các biện pháp quân sự của Mỹ gọi lái đi là thứ "chất đốt lỏng không quen thuộc". Họ tự động quy tất cả các trường hợp napan cho các tai nạn gia đình xảy ra do người dùng bếp dầu với xăng thay vì dầu hỏa. Đối với những người nông dân, dầu hỏa quá đắt đỏ, họ thường dùng than củi để nấu nướng. Thứ "chất đốt lỏng" duy nhất mà họ biết rất "không quen thuộc" – nó được máy bay Mỹ mang đến và dội lên mái nhà của họ.
Năm 1966, một phi công đã giải thích cho tôi về một số điểm đáng giá: "Chắc chắn chúng tôi rất hài lòng với mấy cậu ở Dow. Sản phẩm đầu tiên không hấp dẫn lắm – nếu bọn gook nhanh tay nhanh chân, chúng có thể phủi nó đi. Nên mấy cậu bắt đầu cho thêm polystyrene – bây giờ thì nó dính như phân dính mền. Nhưng khi đó, nếu bọn gook nhảy xuống nước thì nó sẽ hết cháy, cho nên họ bắt đầu cho thêm Willie Peter (WP – white phosphorous - phosphor trắng) để làm nó cháy tốt hơn. Giờ thì nó cháy ngay cả ở dưới nước. Và chỉ một giọt là đủ, nó sẽ làm bỏng vào tận xương nên đằng nào thì chúng cũng chết vì nhiễm độc phosphor."
Kim Phúc, một nạn nhân, một nhân chứng sống may mắn thoát chết trong bức tranh nổi tiếng về chiến tranh Việt Nam, sau đợt đội bom napan đã nói "Napan là nỗi đau đớn khủng khiếp nhất mà ta có thể tưởng tượng được. Nước sôi ở 100 độ C. Napan tạo ra nhiệt độ lên tới 800 đến 1.200 độ."